# مينيولا (تكساس)
مينيولا (بالإنجليزية: Mineola, Texas)‏ هي مدينة تقع بولاية تكساس في شمال شرق الولايات المتحدة. تبلغ مساحة هذه المدينة 13.8 (كم²)، وترتفع عن سطح البحر 127 م، بلغ عدد سكانها 4515 نسمة في عام 2010 حسب إحصاء مكتب تعداد الولايات المتحدة وتصل الكثافة السكانية فيها 329.6 نسمة/كم2.

## التركيبة السكانية
حدّد مكتب تعداد الولايات المتحدة بيانات التركيبة السكانية لمينيولا في تعداد الولايات المتحدة. في ما يلي، التركيبة السكانية حسب تعدادي 2000 و2010.

### تعداد عام 2000
بلغ عدد سكان مينيولا 4,550 نسمة بحسب تعداد عام 2000، وبلغ عدد الأسر 1,779 أسرة وعدد العائلات 1,197 عائلة مقيمة في المدينة. في حين سجلت الكثافة السكانية 168.1 نسمة لكل كيلومتر مربع (435.4/ميل2). وبلغ عدد الوحدات السكنية 1,993 وحدة بمتوسط كثافة قدره 73.6 لكل كيلومتر مربع (190.6/ميل2).
وتوزع التركيب العرقي للمدينة بنسبة 77.19% من البيض و13.38% من الأمريكيين الأفارقة و0.70% من الأمريكيين الأصليين و0.26% من الأمريكيين ذوي الأصول الآسيوية و0.02% من سكان جزر المحيط الهادئ و6.44% من الأعراق الأخرى و2% من عرقين مختلطين أو أكثر و12.95% من الهسبانيون أو اللاتينيون من أي عرق.
بلغ عدد الأسر 1,779 أسرة كانت نسبة 33.1% منها لديها أطفال تحت سن الثامنة عشر تعيش معهم، وبلغت نسبة الأزواج القاطنين مع بعضهم البعض 50.6% من أصل المجموع الكلي للأسر، ونسبة 12.6% من الأسر كان لديها معيلات من الإناث دون وجود شريك،  بينما كانت نسبة 4% من الأسر لديها معيلون من الذكور دون وجود شريكة وكانت نسبة 32.7% من غير العائلات. تألفت نسبة 30.1% من أصل جميع الأسر من عدة أفراد يعيشون في نفس المنزل ونسبة 17.3% كانت تتألف من شخص يعيش بمفرده يبلغ من العمر 65 عاماً أو أكثر. وبلغ متوسط حجم الأسرة المعيشية 2.48، أما متوسط حجم العائلات فبلغ 3.08.
بلغ العمر الوسطي للسكان 39.8 عاماً. وكانت نسبة 26.3% من القاطنين تحت سن الثامنة عشر، وكانت نسبة 8.3% بين الثامنة عشر والرابعة والعشرين عاماً، ونسبة 22% كانت واقعةً في الفئة العمرية ما بين الخامسة والعشرين والرابعة والأربعين عاماً، ونسبة 20.8% كانت ما بين الخامسة والأربعين والرابعة والستين، ونسبة 19.7% كانت ضمن فئة الخامسة والستين عاماً فما فوق. يوجد لكل 100 أنثى 89.6 ذكر، ويوجد لكل 100 أنثى في الثامنة عشر من عمرها فما فوق 84.5 ذكر.
بلغ متوسط دخل الأسرة في المدينة 30,000 دولارًا، أما متوسط دخل العائلة فبلغ 37,528 دولارًا. وكان متوسط دخل الذكور 29,938 دولارًا مقابل 20,750 دولارًا للإناث. وسجل دخل الفرد الخاص بالمدينة 15,945 دولارًا. وكانت نسبة 16.2% من العائلات ونسبة 18.6% من السكان تحت خط الفقر، وكان من هؤلاء نسبة 24.9% تحت سن الثامنة عشر ونسبة 11.2% في الخامسة والستين من العمر وما فوق.

### تعداد عام 2010
بلغ عدد سكان مينيولا 4,515 نسمة بحسب تعداد عام 2010، وبلغ عدد الأسر 1,780 أسرة وعدد العائلات 1,162 عائلة مقيمة في المدينة. في حين سجلت الكثافة السكانية 166.8 نسمة لكل كيلومتر مربع (432.0/ميل2). وبلغ عدد الوحدات السكنية 2,029 وحدة بمتوسط كثافة قدره 75 لكل كيلومتر مربع (194.2/ميل2).
وتوزع التركيب العرقي للمدينة بنسبة 78.16% من البيض و10.74% من الأمريكيين الأفارقة و0.89% من الأمريكيين الأصليين و0.69% من الأمريكيين ذوي الأصول الآسيوية و7.88% من الأعراق الأخرى و1.64% من عرقين مختلطين أو أكثر و17.48% من الهسبانيون أو اللاتينيون من أي عرق.
بلغ عدد الأسر 1,780 أسرة كانت نسبة 30.3% منها لديها أطفال تحت سن الثامنة عشر تعيش معهم، وبلغت نسبة الأزواج القاطنين مع بعضهم البعض 47.6% من أصل المجموع الكلي للأسر، ونسبة 13.4% من الأسر كان لديها معيلات من الإناث دون وجود شريك،  بينما كانت نسبة 4.3% من الأسر لديها معيلون من الذكور دون وجود شريكة وكانت نسبة 34.7% من غير العائلات. تألفت نسبة 30.3% من أصل جميع الأسر من عدة أفراد يعيشون في نفس المنزل ونسبة 17% كانت تتألف من شخص يعيش بمفرده يبلغ من العمر 65 عاماً أو أكثر. وبلغ متوسط حجم الأسرة المعيشية 2.45، أما متوسط حجم العائلات فبلغ 3.06.
بلغ العمر الوسطي للسكان 42.4 عاماً. وكانت نسبة 23.2% من القاطنين تحت سن الثامنة عشر، وكانت نسبة 8.2% بين الثامنة عشر والرابعة والعشرين عاماً، ونسبة 21.2% كانت واقعةً في الفئة العمرية ما بين الخامسة والعشرين والرابعة والأربعين عاماً، ونسبة 23.5% كانت ما بين الخامسة والأربعين والرابعة والستين، ونسبة 23.9% كانت ضمن فئة الخامسة والستين عاماً فما فوق. وتوزع التركيب الجنسي للسكان بنسبة 46.2% ذكور و53.8% إناث.

## أعلام
- بارني إم. جايلز
- آدم مور
- كاسي موسغرافس
- إيما هوغ
- ستانلي ريتشارد

## وصلات خارجية
- http://www.Mineola.com
- The US50 - Cities and Towns in Texas State